# 1908년 하계 올림픽 피겨스케이팅 남자 싱글
1908년 하계 올림픽 피겨스케이팅 남자 싱글은 1908년 하계 올림픽 피겨스케이팅 경기에서 채택된 4개 세부종목 중 하나이다. 각 선수당 3명까지 출전이 허용되었다.
세계 피겨스케이팅 선수권 대회 다회우승자인 스웨덴의 울리크 살쇼브가 1위를 차지하였으며, 강력한 경쟁상대였던 러시아의 니콜라이 파닌은 경기를 도중 포기하였다. 포기 사유는 명확치 않으나 불공정한 심판에 대한 항의 때문이라는 설과 병에 걸려서라는 설이 공존하고 있다.

## 경기 방식
각 선수는 일련의 필수 동작을 마쳐야 했다. 필수동작에서 획득할 수 있는 최대점수는 264점이었다. 동작의 종류는 총 7개로, 양방향으로 선보여야 했으므로 총 14개였다. 각 동작은 세 번씩 반복하였으며, 동작마다 0점에서 6점까지(0.5점 단위)의 점수를 부여한 뒤, 해당 동작의 난이도 계수를 곱해 점수를 매겼다.
이후 각 선수는 5분 동안의 프리 동작을 선보였으며 최대점수는 168점이었다. 채점기준은 (a) 내부구성 (난이도와 다양성), (b) 연기의 두가지 기준이 있었으며 각각 0점부터 6점까지의 점수를 부여했다. 이렇게 도출된 총점에 14를 곱하였다.
두 점수를 더한 최대 총점은 432점이었으며, 이 총점 순으로 심사위원단이 각 선수의 순위를 정하고, 그 순위를 참고하여 심사위원 중 과반수가 한 팀을 1위로 선정하면 그 팀이 우승하는 방식으로 최종순위를 정했다. 과반수가 없는 경우에는 각 심사위원단이 매긴 순위의 총점이 낮은 순으로 결정하였으며, 그럼에도 동점으로 나올 경우에는 심사위원이 매긴 점수의 총점으로 승부를 가렸다.

## 경기 결과
심사위원단이 선정한 1위 선수는 총 3명으로, 1명은 토렌, 1명은 요한손, 3명은 살쇼브를 1위로 선정했다. 살쇼브가 심사위원 중 과반수를 확보했으므로 금메달을 차지하게 되었다.
요한손은 과반수 이상의 심사위원으로부터 2위 이상의 평가를 받아 은메달을 획득했고, 마찬가지로 토렌도 과반수 이상의 3위 평가를 받아 동메달을 획득했다. 4위에는 그레이그가 선정되었으며 그보다 낮은 순위를 매긴 심사위원은 없었다.
5위는 심사위원단 중 2명이 마치를, 2명이 브로코를, 1명이 토로메를 선정하여 과반수를 받은 선수가 없었다. 따라서 각 심사위원이 매긴 순위를 모두 더한 결과, 마치가 29점을, 브로코가 30점을, 토로메가 31점을 획득한 것으로 드러났기에 마치가 5위를 차지하게 되었다.
| 순위 | 선수               | 국가        | 점수 (순위) | 점수 (순위) | 점수 (순위) | 점수 (순위) | 점수 (순위) | 평균점수  | 필수 | 프리 | 순위총점 |
| 순위 | 선수               | 국가        | HG          | EH          | GH          | GS          | HW          | 평균점수  | 필수 | 프리 | 순위총점 |
| ---- | ------------------ | ----------- | ----------- | ----------- | ----------- | ----------- | ----------- | --------- | ---- | ---- | -------- |
| 1    | 울리크 살쇼브      | 스웨덴      | 357 (1)     | 400 (1)     | 393 (2)     | 351 (2)     | 385.5 (1)   | 377.3     | 1    | 2    | 7        |
| 2    | 리샤르드 요한손    | 스웨덴      | 336 (2)     | 396.5 (2)   | 381 (3)     | 353.5 (1)   | 359 (2)     | 365.2     | 4    | 1    | 10       |
| 3    | 페르 토렌          | 스웨덴      | 318 (4)     | 387.5 (3)   | 397 (1)     | 341 (3)     | 343.5 (3)   | 357.4     | 6    | 3    | 14       |
| 4    | J. 카일러 그레이그 | 영국        | 330 (3)     | 327.5 (4)   | 273 (4)     | 313 (4)     | 311 (4)     | 310.9     | 5    | 4    | 19       |
| 5    | 앨버트 마치        | 영국        | 224 (5)     | 257.5 (5)   | 208.5 (7)   | 228 (6)     | 242 (6)     | 232.0     | 6    | 7    | 29       |
| 6    | 어빙 브로코        | 미국        | 207 (6)     | 246.5 (7)   | 240 (5)     | 266 (5)     | 241.5 (7)   | 232.0     | 8    | 5    | 30       |
| 7    | 오라티오 토로메    | 아르헨티나  | 197.5 (7)   | 247 (6)     | 231 (6)     | 220.5 (7)   | 248.5 (5)   | 228.9     | 7    | 6    | 31       |
| –    | 니콜라이 파닌      | 러시아 제국 | 도중 포기   | 도중 포기   | 도중 포기   | 도중 포기   | 도중 포기   | 도중 포기 | 2    | –    | –        |
| –    | 헨리 이글레시아스  | 영국        | 도중 포기   | 도중 포기   | 도중 포기   | 도중 포기   | 도중 포기   | 도중 포기 | 9    | –    | –        |

심판
- 허버트 G. 폴러

심사위원
- 헨닝 그레난데르
- 에드바르드 횔레
- 구스타프 휘겔
- 게오르크 산데르스
- 헤르만 벤트